# Пеннсвілл (переписна місцевість, Нью-Джерсі)
Пеннсвілл (англ. Pennsville) — переписна місцевість (CDP) в США, в окрузі Салем штату Нью-Джерсі. Населення — 12 043 особи (2020).

## Географія
Пеннсвілл розташований за координатами 39°39′7″ пн. ш. 75°30′33″ зх. д. / 39.65194° пн. ш. 75.50917° зх. д. (39.652074, -75.509256).  За даними Бюро перепису населення США в 2010 році переписна місцевість мала площу 26,99 км², з яких 26,07 км² — суходіл та 0,92 км² — водойми.

## Демографія
Згідно з переписом 2010 року, у переписній місцевості мешкало 11 888 осіб у 4854 домогосподарствах у складі 3296 родин. Густота населення становила 440 осіб/км².  Було 5209 помешкань (193/км²).
Расовий склад населення:
| - 95,1 % — білих - 1,3 % — чорних або афроамериканців - 1,3 % — азіатів - 0,2 % — корінних американців |

До двох чи більше рас належало 1,1 %. Частка іспаномовних становила 2,8 % від усіх жителів.
За віковим діапазоном населення розподілялося таким чином: 21,9 % — особи молодші 18 років, 62,4 % — особи у віці 18—64 років, 15,7 % — особи у віці 65 років та старші. Медіана віку мешканця становила 41,8 року. На 100 осіб жіночої статі у переписній місцевості припадало 95,4 чоловіків;  на 100 жінок у віці від 18 років та старших — 92,0 чоловіків також старших 18 років.
Середній дохід на одне домашнє господарство  становив 70 005 доларів США (медіана — 58 533), а середній дохід на одну сім'ю — 83 221 долар (медіана — 75 417). Медіана доходів становила 51 802 долари для чоловіків та 45 350 доларів для жінок. За межею бідності перебувало 12,3 % осіб, у тому числі 25,4 % дітей у віці до 18 років та 4,8 % осіб у віці 65 років та старших.
Цивільне працевлаштоване населення становило 5652 особи. Основні галузі зайнятості: освіта, охорона здоров'я та соціальна допомога — 21,4 %, виробництво — 13,5 %, роздрібна торгівля — 13,0 %.